# روجر إريكسون (لاعب كرة قاعدة)
روجر إريكسون (بالإنجليزية: Roger Erickson)‏ هو لاعب كرة قاعدة أمريكي، ولد في 30 أغسطس 1956 في سبرينغفيلد في الولايات المتحدة.

## وصلات خارجية
- روجر إريكسون على موقعبيزبول رفرنس.كوم (الدوري الرئيسي) (الإنجليزية)
- روجر إريكسون على موقعبيزبول رفرنس.كوم (الدوري الثانوي) (الإنجليزية)
- روجر إريكسون على موقع مشجعي الرسوم البيانية (الإنجليزية)